# Phylidonyris notabilis
Phylidonyris notabilis là một loài chim trong họ Meliphagidae. Đây là loài đặc hữu của đảo Melanesian thuộc Vanuatu.